# Бастрыкин, Александр Иванович
Алекса́ндр Ива́нович Бастры́кин (род. 27 августа 1953, Псков, РСФСР, СССР) — советский и российский государственный деятель, юрист. Председатель Следственного комитета Российской Федерации с 15 января 2011 года.
Доктор юридических наук (1987), профессор (1990). Заслуженный юрист Российской Федерации (2007). Генерал юстиции Российской Федерации (2016).
В связи с Законом Магнитского и «за нарушения прав человека в России» находится под санкциями всех стран Евросоюза, а также Великобритании, США и некоторых других стран

## Биография

### Происхождение
Родился 27 августа 1953 года в Пскове в семье рабочих.
Отец, Иван Ильич (1920—1993) — уроженец Краснодарского края, выходец из семьи потомственных кубанских казаков. В Рабоче-крестьянской Красной армии с 1939 года, был призван по комсомольскому набору на флот. Службу начинал в Кронштадте. Участник Советско-Финской (1939—1940) и Великой Отечественной войн, военно-морской офицер. В годы Великой Отечественной войны первоначально воевал в составе береговых частей, а затем — на торпедных катерах Северного флота. В 1942 году, на фронте, вступил в ВКП(б). В 1945 году награждён медалью «За боевые заслуги». Также награждён медалями «За оборону Советского Заполярья» и «За победу над Германией в Великой Отечественной войне 1941—1945 гг». В 1985 году награждён орденом Отечественной войны 2-й степени. Дед Бастрыкина, Илья Каллистратович, в 1942 году был расстрелян немецко-фашистскими оккупантами во дворе собственного дома, в станице Ново-Михайловская Краснодарского края, как отец комсомольца и краснофлотца, сражавшегося на фронте.
Мать, Антонова Евгения Антоновна, родилась в городе Луге Ленинградской области, в многодетной крестьянской семье. Её отец погиб в Первую мировую войну, а брат — на фронтах Великой Отечественной войны. С 1926 года жила в Ленинграде, работала по найму — няней, домработницей. Затем служила в Советском торговом флоте на судах загранплавания. В 1941 году, на одном из морских судов, принимала участие в так называемом «Таллинском переходе» — переходе боевых судов Балтийского флота из Таллина в Ленинград. Пережила блокаду Ленинграда. Трудилась станочницей в блокадном городе на оборонном предприятии. С 1943 года воевала в составе боевых частей Краснознамённого Балтийского флота, была зенитчицей. Принимала участие в боях за Кёнигсберг. Имеет боевые награды: Медаль «За оборону Ленинграда», «За победу над Германией в Великой Отечественной войне 1941—1945 г.г.» и другие награды. В 1987 году была награждена орденом Отечественной войны 2-й степени.

### Образование и карьера
В 1970 году окончил 27-ю среднюю школу Василеостровского района Ленинграда с углублённым изучением русского языка, литературы и истории. В 1975 году окончил юридический факультет Ленинградского государственного университета (ЛГУ). Являлся членом студенческих отрядов. Учился в одной группе с В. В. Путиным и являлся старостой этой группы. Впоследствии вошёл в ближайший круг соратников Путина, где получил неформальное прозвище «Староста».
В юношеские годы в течение восьми лет занимался классическим танцем в Народном театре балета Дворца культуры имени Первой пятилетки. Наряду с этим увлекался волейболом, играл на гитаре в студенческом вокально-инструментальном ансамбле юридического факультета ЛГУ. Посещал занятия театральной студии в Ленинградском доме кино и школу юного журналиста при ленинградской молодёжной газете «Смена».
В 1975—1978 годах служил в органах внутренних дел Ленинграда — инспектором уголовного розыска, следователем.
Работая в милиции, вступил в ряды КПСС. Из партии не выходил вплоть до прекращения её деятельности в 1991 году.
В 1979—1980 годах — аспирант юридического факультета ЛГУ по кафедре уголовного процесса и криминалистики. В аспирантуре начал преподавательскую деятельность по учебной дисциплине «уголовный процесс — криминалистика». Преподавал и в других вузах Ленинграда (Санкт-Петербурга), а позднее Москвы.
В 1980 году защитил в Учёном совете юридического факультета ЛГУ кандидатскую диссертацию по теме: «Проблемы расследования уголовных дел с участием иностранных граждан». В 1987 году там же защитил докторскую диссертацию «Взаимодействие внутригосударственного и международного права в сфере советского уголовного судопроизводства». Позднее авторами сообщества Диссернет в диссертации Бастрыкина были обнаружены заимствования из чужих работ. Во время круглого стола в Париже его попросили прокомментировать это, но он отказался и пригрозил судом к заявителям. Также он не смог ответить на вопрос о пытках в российских СИЗО. В итоге зал круглого стола освистал Бастрыкина, присутствовавшие люди кричали, что он убийца.
В 1980—1988 годах — преподаватель юридического факультета ЛГУ по кафедре уголовного процесса и криминалистики. Преподавательскую деятельность в университете сочетал с общественно-политической работой.
В 1980—1982 годах — секретарь комитета ВЛКСМ ЛГУ, член партийного комитета ЛГУ.
В 1982—1983 годах — секретарь Ленинградского горкома ВЛКСМ. По утверждению Риммы Ахмировой, Бастрыкин в качестве секретаря горкома комсомола в апреле 1980 года лично исключил из комсомола Бориса Гребенщикова за «политически неграмотное» выступление в марте 1980 года на Тбилисском рок-фестивале «Весенние ритмы». Однако 21 апреля 2016 года, во время встречи Бастрыкина и Гребенщикова, Б. Б. Гребенщиков опроверг эту информацию, заявив, что Бастрыкин не исключал его из комсомола.
В 1983—1985 годах — секретарь Ленинградского обкома ВЛКСМ. Курировал работу отделов агитации и пропаганды, культуры, военно-патриотического воспитания молодёжи, Ленинградского городского комсомольского оперативного отряда, вопросы взаимодействия с комсомольскими организациями Ленинградского военного округа, Ленинградской военно-морской базы, внутренних и пограничных войск, правоохранительных органов Ленинграда и Ленинградской области. Являлся народным депутатом Дзержинского районного совета народных депутатов Ленинграда и Ломоносовского совета народных депутатов Ленинградской области.
В 1985—1986 годах — старший преподаватель юридического факультета ЛГУ, вел основной курс лекций и практических занятий по криминалистике, читал спецкурс «Розыск, дознание, следствие».
В 1986—1988 годах — заместитель секретаря парткома КПСС ЛГУ по идеологической работе.
В 1988—1991 годах — директор института усовершенствования квалификации следственных работников при Прокуратуре СССР в Ленинграде, заведующий кафедрой следственной тактики.
Октябрь 1991 — январь 1992 года — временно не работал.
1992 г. — заведующий кафедрой права Санкт-Петербургского гуманитарного университета профсоюзов.
В 1992—1995 годах — ректор и профессор Санкт-Петербургского юридического института.
В 1995 году — заведующий кафедрой и профессор кафедры транспортного права Санкт-Петербургского государственного университета водных коммуникаций, г. Санкт-Петербург.
В 1996—1998 годах — помощник командующего войсками округа по правовой работе — начальник правового управления Северо-Западного округа внутренних войск МВД России. Одновременно вёл преподавательскую работу в Санкт-Петербургской Академии МВД России и Санкт-Петербургском училище внутренних войск МВД России.
В 1998—2001 годах — директор Северо-Западного филиала Российской правовой академии Министерства юстиции Российской Федерации, Председатель Учёного совета, заведующий кафедрой теории государства и права.
В 2001—2006 годах возглавлял Главное управление Министерства юстиции Российской Федерации по Северо-Западному федеральному округу, продолжая преподавательскую работу в Российской правовой академии Минюста России.
С 12 июня по 6 октября 2006 года — начальник Главного управления Министерства внутренних дел Российской Федерации по Центральному федеральному округу.
6 октября 2006 года на 183-м заседании Совета Федерации РФ Бастрыкин был утверждён в должности заместителя Генерального прокурора РФ. В должности заместителя Генерального прокурора РФ курировал вопросы соблюдения законности в органах предварительного следствия.
22 июня 2007 года на 206-м заседании Совета Федерации РФ было принято постановление о порядке назначения на должность Председателя СКП РФ. На этом же заседании Бастрыкин был утверждён в должности Первого заместителя Генерального прокурора Российской Федерации — Председателя Следственного комитета при прокуратуре Российской Федерации. С 7 сентября 2007 года Бастрыкин приступил к исполнению обязанностей в новой должности. От должности Первого заместителя Генерального прокурора РФ он освобождён не был.
С 4 октября 2010 года исполнял обязанности, а с 15 января 2011 года назначен Председателем Следственного комитета Российской Федерации.
Член Президиума Совета при Президенте РФ по противодействию коррупции (Указ Президента РФ от 28 июля 2012 года № 1060), член Совета при Президенте РФ по делам казачества (Распоряжение Президента РФ от 31 июля 2012 года № 352-пр), член Национального антитеррористического комитета (Указ Президента РФ от 26 июня 2013 года № 579).
В 2013 году, по данным издания Slon.ru., СК России, наряду с другими силовыми органами, стал автономным от администрации президента политическим субъектом.

## Научная, педагогическая и общественная деятельность
Выступал с лекциями в учебных заведениях и научных учреждениях Франции, Германии, Великобритании, Чехии, Китая, Кубы, Азербайджана, Казахстана, Беларуси.
Автор более 150 научных, учебных, учебно-методических и научно-популярных работ по уголовному процессу, криминалистике, уголовному и международному праву, теории государства и права, ряд из них переведены на английский, французский и немецкий языки.
Профессор Всероссийского университета юстиции (РПА) Минюста России, Московского государственного юридического университета им. О. Е. Кутафина (МГЮА). Входит в состав диссертационного совета при Санкт-Петербургском государственном университете. Действительный член Петровской академии наук и искусств, Российской академии социальных наук, Балтийской педагогической академии. Член Учёного совета Института государства и права Российской Академии Наук.
Член Союза писателей России.
Первый вице-президент Всероссийской общественной организации «Выдающиеся полководцы-флотоводцы Отечества»; почётный председатель Национальной ассоциации «Союз ветеранов следствия»; член Попечительского совета Академического Малого театра; член Попечительского совета Дипломатической академии Министерства иностранных дел РФ; почётный член Президиума Всемирного русского народного собора; Председатель Консультативного совета при Следственном комитете РФ по вопросам оказания помощи детям-сиротам и детям, оставшимся без попечения родителей и Координационного совета по вопросам оказания помощи детям Украины.

## Предпринимательская деятельность
1 марта 2000 года вместе с женой Ольгой Александровой учредил в городе Кладно Чехии фирму «LAW Bohemia». 22 июля 2008 года переуступил свою долю (50 %) фирмы Оксане Прокоповой, которая 21 мая 2009 года вместе с Ольгой Александровой переуступила фирму бывшей жене Бастрыкина — Наталье Бастрыкиной.

## Деятельность на посту главы СК России
Следственный комитет РФ (первоначально при Прокуратуре РФ) был образован в рекордно короткий срок — через три с половиной месяца после издания Указа Президента РФ В. В. Путина о его образовании.

В 2008 году лично возглавил расследование убийства прокурора Саратовской области. Тщательно подготовленное заказное убийство было раскрыто в предельно короткий срок — в течение трёх недель.
 В августе 2008 года лично возглавил работу следственной группы Следственного комитета в составе 250 следователей на территории Южной Осетии по расследованию фактов вооружённой агрессии Грузии против Южной Осетии. Итогом расследование стали более 500 томов уголовного дела, переданных Россией в Международный суд в Гааге.
22 мая 2009 года Бастрыкин выступил с резкими заявлениями на межведомственном совещании по вопросам борьбы с преступностью среди мигрантов и совершенствованию миграционной политики, в частности он обратил внимание на возросший уровень нелегальной миграции в Россию, высокий уровень коррумпированности в «Федеральной миграционной службе», отметив, что гастарбайтеры переходят на нелегальное положение, объединяются в группы, создают банды.
Также Бастрыкин отмечал искажение данных в отчётах по нелегальной иммиграции, назвав их «бравурными докладами, звучащих в высоких кабинетах».
29 ноября 2009 года, во время работы Бастрыкина во главе следственно-оперативной группы на месте подрыва скоростного поезда «Невский экспресс», в непосредственной близости от него и членов группы был произведён второй подрыв взрывного устройства. В результате взрыва Бастрыкин получил контузию и ранение средней тяжести.
В 2010 году руководил расследованием массового убийства в станице Кущёвская Краснодарского края.
Руководил деятельностью следственной бригады СК РФ по расследованию преступной деятельности Барсукова-Кумарина, осуждённого 18 августа 2016 года к 23 годам лишения свободы.
Ввёл в повседневную практику ежемесячные личные приёмы граждан Председателем Следственного комитета РФ в Москве и других регионах России, открыл в регионах приёмные Председателя СК РФ.
По инициативе Бастрыкина в 2016 году образован Совет руководителей следственных органов СК России для обсуждения актуальных проблем деятельности территориальных подразделений СК РФ, а также Совет молодых следователей Следственного комитета РФ для обсуждения и решения насущных проблем в их деятельности.
Являлся инициатором создания Кадетского корпуса Следственного комитета РФ имени Александра Невского в Москве, а также кадетских классов в различных регионах страны. По его инициативе созданы и успешно функционируют Московская и Санкт-Петербургская академии Следственного комитета РФ. Также он реализовал своим решением воссоздание Института криминалистики в составе СК РФ как научно-исследовательской базы для развития прикладных исследований в области криминалистики.
В июле 2017 года Бастрыкиным принято решение о создании в Следственном комитете Криминалистического центра.
8 сентября 2015 года в интервью «Российской газете» заявил о том, следствие, проводимое Следственным комитетом РФ, установило, что премьер-министр Украины Арсений Яценюк в 1994—1995 годах в составе отряда украинских националистов УНА-УНСО принимал участие в Первой чеченской войне на стороне Ичкерии и причастен к убийствам и пыткам российских солдат во время штурма Грозного, а также о том, что «Яценюк в числе других активных участников УНА-УНСО в декабре 1995 года награждён высшей наградой Джохара Дудаева „Честь нации“ за уничтожение российских военнослужащих». Яценюк в ответ на обвинения ответил, что это миф, а показания были выбиты из свидетелей под пытками.

### Законодательные инициативы
26 февраля 2015 года на коллегии Следственного комитета РФ предложил устранить из Конституции РФ положения о безусловном приоритете общепризнанных принципов и норм международного права над внутригосударственным правом Российской Федерации. При этом он сослался на опыт многих зарубежных государств, где действуют более гибкие правовые механизмы защиты внутригосударственного правового суверенитета.
В интервью «Российской газете» от 28 апреля 2015 года предложил, во-первых, исключить из Конституции РФ положения, согласно которым международное право составляет неотъемлемую часть правовой системы РФ. Во-вторых, наделить Конституционный суд РФ не только правом, но и прямой обязанностью проверки конституционных положений международного права, претендующих на роль регулятора внутригосударственных отношений. В-третьих, дополнить российское уголовно-процессуальное законодательство нормами, регламентирующими основания и порядок производства процессуальных действий при производстве расследования преступлений международного характера. В-четвёртых, инициировать вопрос о создании международного трибунала по расследованию международных преступлений, совершаемых на юго-востоке Украины.

## Критика

### Обвинения в нарушении закона
По сообщению «Фонтанки.ru», 15 августа 2004 года в Санкт-Петербурге Бастрыкин, занимавший пост начальника Федерального управления Минюста России по Северо-Западному федеральному округу, находясь с двумя малолетними детьми во дворе собственного дома, на детской площадке, угрожал гулявшему там мужчине с собакой. Заместитель прокурора Адмиралтейского района Санкт-Петербурга Гладков не усмотрел в действиях Бастрыкина признаков состава правонарушения.
В декабре 2009 года депутат Госдумы Борис Резник в статье в газете «Известия» обвинил руководителя следственного управления СКП РФ по Хабаровскому краю государственного советника юстиции 3 класса Геннадия Фатеева, который по словам Резника, давно находился на службе и содержании у «воров в законе». После проведённой по распоряжению Бастрыкина служебной проверки Фатеев в октябре 2010 года был уволен приказом Бастрыкина с формулировкой «за нарушение присяги». Фамилия Бастрыкина упоминается также в ряде публикаций СМИ, авторами которых являлись журналисты Хинштейн, Альбац и Баранов, о связях сотрудников СК РФ с криминальным миром.
13 июня 2012 года Дмитрий Муратов утверждал, что Бастрыкин угрожал журналисту «Новой газеты» Сергею Соколову в связи с публикацией статьи о приговоре Сергею Цеповязу, которого за уничтожение улик убийства 12 человек в Кущёвской суд приговорил к штрафу. Соколов писал, что руководители правоохранительных органов, в том числе и лично Бастрыкин, крышевали банду Цапков. Муратов и Соколов утверждали, что Бастрыкин, возмущённый таким обвинением, угрожал жизни журналиста. 14 июня 2012 года в интервью газете «Известия» Бастрыкин отрицал обвинения в свой адрес. Через несколько дней, в ходе встречи с главредами российских СМИ, Бастрыкин вновь подтвердил, что действительно встречался с Соколовым на совещании в Нальчике, но отрицал угрозы в адрес журналиста. Конфликт закончился примирением сторон.
5 июля 2012 года, на объединённой коллегии СК России в Санкт-Петербурге, Бастрыкин, не стесняясь в выражениях, отчитал руководителя управления СК России по Кировской области за необоснованное прекращение дела «Кировлеса» против Алексея Навального. После этого следствие, которое было прекращено 10 апреля 2012 года за отсутствием состава преступления, было возобновлено и 19 марта 2013 года передано в Генеральную прокуратуру Российской Федерации, а затем в суд, который осудил Навального за мошенничество на пять лет лишения свободы (условно), а также на 3,5 года (условно) по делу «Ив Роше».
26 июля 2012 года Алексей Навальный опубликовал документы, на основании которых сделал вывод о том, что Бастрыкин получил вид на жительство в Чехии, имел там недвижимость, являлся иностранным агентом ряда иностранных государств. Бастрыкин в интервью «Известиям» утверждал, что у него имеется только виза в Чехию, вида на жительство у него нет. Покупку квартиры в Праге в 1998 году, до возвращения на госслужбу, Бастрыкин объяснил тем, что в конце 1990-х годов планировал работать по научно-педагогической линии в Европе. Также предоставлена информация, что Бастрыкин (исполняя обязанности заместителя Генпрокурора России) являлся соучредителем и совладельцем (50 %) фирмы LAW Bohemia, долю в которой он продал 17 июня 2008 года.
19 сентября 2012 года «Новая газета» утверждала, что жена Бастрыкина Ольга Александрова владела квартирой общей площадью 80 м² в городе Торревьехе провинции Аликанте (Испания), в центре курортной зоны Коста-Бланки (побережье Средиземного моря) с 26 февраля 2007 по 2 августа 2011 года.
По данным газеты «New Times», опубликованным на оппозиционном сайте «Открытая Россия», назначение Бастрыкина на должность Председателя Следственного комитета России проводилось не руководством страны, а преступной группировкой Петрова.

### Обвинения в плагиате
В 2007 году был публично обвинён украинским учёным, преподавателем Таврического национального университета В. Н. Чисниковым в том, что в его работе «Дактилоскопия. Знаки руки» содержатся заимствования из книги «Век криминалистики» немецкого писателя Юргена Торвальда без указания в списке использованной литературы в конце книги авторства Торвальда. По сообщению Марины Жлобовой (Slon.ru) в 2013 году эти обвинения были подтверждёны и дополнены основателем «Диссернета», журналистом Сергеем Пархоменко, который утверждал, что в произведении Бастрыкина обнаружены материалы из книги Энтони Саммерса «Империя ФБР: мифы, тайны, интриги».

### Санкции
Российские правозащитники неоднократно требовали включения Бастрыкина в «список Магнитского» и другие санкционные списки, действующие на территории США и европейских стран, за деятельность по пресечению активности оппозиционных сил в России и деятельности иностранных неправительственных организаций.
9 января 2017 года США внесли Александра Бастрыкина в «список Магнитского». 21 февраля 2017 года Палата общин Великобритании приняла специальный закон — аналог американского санкционного «Закона Магнитского», куда, наряду с другими российскими гражданами, включила и Бастрыкина.
3 ноября 2017 года в связи с законом о жертвах коррумпированных иностранных правительств — аналоге «акта Магнитского», включён в санкционный список Канады, по аналогичным основаниям в 2022 году попал и под санкции Австралии
Властями Украины внесён в санкционный список за инициирование возбуждения уголовных дел против высокопоставленных должностных лиц Украины и военнослужащих украинской армии. Включён в санкционные списки Украины по делу Надежды Савченко, осуждённой российским судом. 12 апреля 2016 года Литва заявила о включении Бастрыкина в санкционный список лиц, которым запрещён въезд в Литву в связи с вынесением российским судом обвинительного приговора Савченко.
2 мая 2021 года был внесён в санкционные списки всех стран Евросоюза «за серьезные нарушения прав человека в России, включая произвольные аресты и задержания», а также «широкомасштабные и систематические репрессивные кампании комитета против российской оппозиции, направленные против ее членов и ведущие против них расследования».

### Скандалы
13 октября 2021 года во время онлайн-встречи вынес публичные упрёки в адрес подчиненного после жалобы пенсионерки в бездействии. Некоторые реплики Бастрыкина могут быть расценены как возбуждение национальной ненависти.
5 декабря 2021 года поручил проверить деятельность музыкантов Noize MC (Иван Алексеев) и Oxxxymiron (Мирон Фёдоров) после жалобы на странице блогера Дмитрия Якушева. Дмитрий Якушев позднее написал о том, что его сообщение было написано в сатирическом тоне. Ранее после того, как Бастрыкин вынес публичные обвинения музыканту Моргенштерну, он покинул страну.
7 декабря 2021 года раскритиковал увеличение числа оправдательных приговоров, связав это с недостаточным исполнением следователей следственных процедур. В 2021 году суды оправдали менее 1 % подсудимых. Адвокат Новиков объяснил увеличение оправдательных приговоров невиновностью обвиняемых.
В мае 2023 года предложил национализировать основные отрасли экономики.
В мае 2023 года заявил о преступности среди иностранцев и опасности нелегальной миграции.
27 июня 2024 года на сессии Петербургского международного юридического форума в ходе обсуждения вопросов миграционной политики заявил: «Скажите, пожалуйста, что происходит в Госдуме, там вообще как-то заинтересованы в принятии новых законов, которые соответствуют напряженности ситуации? <...> Очень хотелось бы узнать, когда хорошие законы примет наша Государственная дура». После он извинился. Там же Бастрыкин связал ислам с терроризмом, на что отреагировал Рамзан Кадыров, заявив, что не позволительно религии сравнивать с террором, и что подобные высказывания могут закончиться «крайне плохо для общественно-политической ситуации в стране».

## Семья
Первая жена (в 1981—1988 годах) — Наталья Николаевна Бастрыкина, адвокат, собственник компании LAW Bohemia s.r.o. с 21 мая 2009 года.
Вторая жена — Ольга Ивановна Александрова, кандидат юридических наук, доцент, ректор Всероссийского университета юстиции (РПА) Министерства юстиции Российской Федерации, до этого была директором филиала академии в Санкт-Петербурге. По данным «Новой газеты», владеет недвижимостью в Испании и Чехии.
В семье двое детей: Сергей Александрович Бастрыкин и Борис Александрович Ревнов.

## Награды и почётные звания

### Государственные награды
- Орден «За заслуги перед Отечеством» IV степени (2008).
- Орден «За заслуги перед Отечеством» III степени (2012).
- Орден Александра Невского (13 сентября 2013) — за активную законотворческую деятельность, заслуги в укреплении законности и правопорядка, многолетнюю добросовестную работу)[93].
- Орден Почёта (2014).
- Орден Почёта (Республика Южная Осетия 2009).
- Орден Дружбы (Республика Армения, 9 марта 2016) — за значительный вклад в углубление сотрудничества между правоохранительными органами Республики Армения и Российской Федерации, укрепление и развитие армяно-российских дружественных связей[94].
- Орден Кадырова (1 апреля 2023) — за особые выдающиеся заслуги перед Чеченской Республикой, связанные с укреплением российской государственности, законности и правопорядка.
- Медаль «100 лет прокураторы Азербайджана» (Азербайджан, 2024)[95].
- Почётная грамота Президента Российской Федерации (2009); Почётная грамота Председателя Совета Федерации Федерального Собрания Российской Федерации; Почётная грамота Государственной думы Федерального Собрания Российской Федерации.
- 11 января 2007 года присвоено звание «Заслуженный юрист Российской Федерации»[96].

### Конфессиональные награды
- Орден Преподобного Сергия Радонежского II степени (РПЦ, 2023) — во внимание ко вкладу в развитие церковно-государственного сотрудничества и в связи с 70-летием со дня рождения[97].

### Общественные награды
- Орден Петра Великого I степени «За выдающиеся заслуги и большой личный вклад в развитие и укрепление Государства Российского».
- Знак Чести «Серебряный крест» Георгиевского Союза.
- Лауреат Премии Ассоциации юристов России «Фемида» (2011).
- Почётная грамота Региональной общественной организации «Лига ветеранов службы по борьбе с организованной преступностью».
- Диплом Русско-Славянского движения «Русский марш-славянское вече» — за личный вклад в дело возрождения национального самосознания, духовно-нравственных устоев русского народа.
- Медаль «За укрепление парламентского сотрудничества» (Межпарламентская ассамблея СНГ, 13 октября 2017) — за особый вклад в развитие парламентаризма, укрепление демократии, обеспечение прав и свобод граждан в государствах — участниках Содружества Независимых Государств[98].

### Почётные звания
- Почётный работник юстиции России.
- Почётный работник прокуратуры Российской Федерации.
- Почётный работник Следственного комитета при Прокуратуре Российской Федерации.
- Почётный сотрудник Следственного комитета Российской Федерации.

## Чины и звания
- 25 июля 2002 года Бастрыкину как федеральному государственному служащему органов юстиции Российской Федерации был присвоен классный чин государственного советника юстиции 2 класса[99].
- 8 декабря 2006 года Бастрыкину как работнику органов прокуратуры Российской Федерации был присвоен классный чин государственного советника юстиции 1 класса[100].
- Полковник милиции.
- Казачий полковник.
- Генерал-полковник юстиции (специальное звание СК России, 15 января 2011 года).
- Генерал юстиции Российской Федерации (высшее специальное звание СК России, 20 февраля 2016 года)[101].

## Основные работы

### Монографии, учебники, учебные пособия
- Крылов И. Ф., Бастрыкин А. И. Розыск, дознание, следствие. — Л.: Изд-во ЛГУ, 1984. — 228 с.
- Процессуальные проблемы участия СССР в международной борьбе с преступностью: Учебное пособие / А. И. Бастрыкин; ЛГУ им. А. А. Жданова. — Л.: Изд-во ЛГУ, 1985. — 99 с.
- Взаимодействие советского уголовно-процессуального и международного права / А. И. Бастрыкин; ЛГУ им. А. А. Жданова. — Л.: Изд-во ЛГУ, 1986. — 133, [2] с.
- Криминалистическое исследование письма / А. И. Бастрыкин. — СПб.: Европейский Дом, СПб.,2002, С . 212. ISBN 5-8045-0133-9
- Криминалистика. Современные методы криминалистического исследования — СПб, 2003. — 348 с. ISBN 5-86093-108-5.
- Бастрыкин А. И., Александрова О. И. Уголовные дела с участием иностранцев: Вопросы тактики, организации и методики расследования. — СПб.: Северо-Западный филиал Российской правовой академии, 2003, 363 с. ISBN 5-86093-112-3.
- Теория государства и права: лекции / А. И. Бастрыкин. — СПб.: Ореол, 2005. — 274 с. — (Dura lex, sed lex). ISBN 5-9900335-2-4.
- Время, право и закон / А. И. Бастрыкин. — СПб.: Ореол, 2006. — 353 с. ISBN 5-9900335-5-9.
- Научное наследие доктора юридических наук, профессора, заслуженного деятеля науки РФ Ивана Филипповича Крылова: к 100-летию со дня рождения / А. И. Бастрыкин. — СПб.: Ореол, 2006. — 95 с. ISBN 5-9900335-4-0.
- Bastrykine A.I. Criminalistique. Methods moderns d’etude criminalistique. Saint — Petersbourg. SA " Oreol ", 2007. — 338 p.
- Криминалистика: техника, тактика и методика расследования преступлений : научно-практическое пособие / А. И. Бастрыкин. — М.: Ореол, 2008. — 465 с. ISBN 978-5-9900335-6-6.
- Криминалистика: техника, тактика и методика расследования преступлении: научно- практическое пособие / А. И. Бастрыкин. — 2-е изд., доп. — СПб.: Юридический центр Пресс, 2010. — 459 с., [16] л. цв. ил. ISBN 978-5-94201-555-8.
- Криминалистика: техника, тактика и методика расследования преступлений: научно-практическое пособие. — Изд. 3-е / А. И. Бастрыкин. — СПб: Изд-во «Европейский дом», 2011. — 271 с.
- Расследование преступлений повышенной общественной опасности (криминалистические аспекты) [Текст]: практическое пособие / А. И. Бастрыкин. — М.: Известия, 2010. — 156, [2] с. ISBN 978-5-206-00795-4.
- Les signes de la main: la dactyloscopie / A. Bastrykine; Acad. de droit du Min. de la justice de la Federation de Russie, Filiale du Nord-Ouest. — Saint-Pétersbourg: Auréole, 2006. — 343 с. — (Dans le monde de la criminalistique). ISBN 5-9900335-3-2.
- I.B. Bastrykin. Criminalistics. Techniques, tactics and methods of criminalistics investigation. Scientific and Practical Handbook. St. Petersburg, 2011, 417 pages with illustrations. ISBN 978-5-904778-10-0.
- Уголовный процесс : учебник для бакалавров / Под ред. А. И. Бастрыкина и А. А. Усачёва. — М.: Издательство Юрайт. 2013.- 511с. — Серия : Бакалавр. Базовый курс. ISBN 978-5-9916-2192-2.
- Уголовный процесс / Соавт. и под ред. А. И. Бастрыкина и А. А. Усачёва. — Изд. 2-е. — М.: Издательство Юрайт, 2014. — 545 с. ISBN 978-5-9916-3313-0.
- Актуальные проблемы теории государства и права / Соавт. и под ред. А. И. Бастрыкина. — М.: 2014. — 256 с.
- Ветераны следствия послевоенного периода. Под ред. А. И. Бастрыкина. М., 2014.
- Расследование преступлений: проблемы и пути их решения / Под ред. А. И. Бастрыкина. — М.: ЮНИТИ-ДАНА, 2014. — 374 с. ISBB 978-5-238-02670-1.
- Криминалистика. В 2 томах / Соавт. и под ред. А. И. Бастрыкина. — М., 2015. — 1587 с.
- Криминалистика . Учебник / Соавт. и под ред. А. И. Бастрыкина. — М.: Изд-во " ЭКЗАМЕН ", 2015. — 970 с. ISBN 978-5-377-08719-9.
- А. И. Бастрыкин. Угрозы экстремизма и роль Следственного комитета Российской Федерации в противодействии экстремизму // Соотношение национального и международного права по противодействию национализму, фашизму и другим экстремистским преступлениям: материалы Междунар. Науч.-практич. конф., посвящённая выдающемуся российскому учёному Николаю Сергеевичу Алексееву (Москва, 30 октября 2015 г.) / под ред. А. И. Бастрыкина. — М.: ЮНИТИ-ДАНА, 2015. — 239 с.
- Трагедия юго-востока Украины. Белая книга преступлений. / Под. ред. д.ю.н. А. И. Бастрыкина. М., 2015.
- А. И. Бастрыкин. Защита несовершеннолетних от преступных посягательств как одна из основных задач Следственного комитета Российской Федерации // Расследование преступлении: проблемы и пути их решения/ 2015, 3. — С. 228.
- Противодействие преступлениям, совершаемым несовершеннолетними и в отношении несовершеннолетних: Материалы Междунар. науч.- практ. конф. (13.02. 2015). / под ред А. И. Бастрыкина. — М.: ЮНИТИ-ДАНА , 2015. — 549 с. ISBN 978-5-238-02706-7
- Актуальные проблемы организационной культуры правоохранительных органов. Строение. Управление. Модели: учебник для студентов вузов / А. И. Бастрыкин и др./ — М.: ЮНИТИ-ДАНА, 2015.- 311с. ISBN 978-5-238-02818-7.
- Противодействие преступлениям, связанным с безвестным исчезновением граждан, и методика их расследования: материалы Междунар. Науч.-практич. конф. / под ред. А. И. Бастрыкина. — М.: ЮНИТИ-ДАНА. 2015.- 259 с. ISBN
- Убийство Сергея Мироновича Кирова. Материалы уголовного дела / Авт.-сост. А. И. Бастрыкин. — М., 2015. ISBN 978-5-238-02796-8 .
- Организация и методика расследования отдельных видов экономических преступлений / Учебно-методическое пособие / Под общей редакцией А. И. Бастрыкина / Научн. ред. А. Ф. Волынский и В. А. Прорвич. — М.: СПУТНИК+, 2016. — 624 с. ISBN
- А. И. Бастрыкин. Следственный комитет Российской Федерации как гарант конституционных прав граждан России // Сильное следствие и его противники: сборник научно-практических трудов/ авт.-сост.: А. М. Багмет, В. В. Бычков, А. Ж. Саркисян; под ред. А. И. Бастрыкина. — М.: Академия Следственного комитета Российской Федерации, 2015. — 274 с. ISBN
- Уголовный процесс / Соавт. и под ред. А. И. Бастрыкина, А. А. Усачёва. — Изд. 3-е. — М., 1915. ISBN
- А. И. Бастрыкин. Людмила Ивановна Швецова. — М.-СПб., 2015. ISBN 978-5-905909-68-9.
- Теория государства и права. / Соавт. и под ред. А . И. Бастрыкина и М. М. Рассолова. — М., 2016. ISBN
- А. И. Бастрыкин. Есть такая профессия — Родину защищать! М.- СПб., 2016. ISBN 978-5-905909-63-64.
- А. И. Бастрыкин. Иван Филиппович Крылов. Научное наследие (к 110-летию со дня рождения). М., 2016. ISBN
- А. И. Бастрыкин. Теоретические концепции соотношения международного и внутригосударственного права. Лекция. М., 2016.
- Страницы памяти / Под ред. А. И. Бастрыкин — Москва: Проспект, 2016. — 104 с. ISBN 978-5-392-22333-6.
- Уголовное судопроизводство . Актуальные проблемы. Сб. науч.-практ. трудов.- М.: ЮНИТИ-ДАНА, 2016.- 375 с. ISBN 978-5-02808-8
- А. И. Бастрыкин Взаимодействие международного и внугтригосударственного права: ВГЮУ (РПА) МЮ РФ — 2016. — 43 с. ISBN 978-500094-220-8.
- Бастрыкин А.И, Громцева О. Ф. Идеальное убийство или Крах уголовного дела — М., : ООО " Дом Печати Издательства Книготорговли «Капитал», 2017. — 544 с. ISBN 978-5-906864-48-2,
- Бастрыкин А. И. Связь времен и поколений. Сборник интервью, публикаций и выступлений Председателя Следственного комитета Российской Федерации. М., 2016. — 464 .
- Уголовное право. Общая часть. Учебник. Под общей редакцией А. И. Бастрыкина. Москва:.Проспект, 2017. — 431 с. ISBN 978-5-392-2540-8

### Научные статьи
- Понятие методики расследования отдельных видов преступлений // Вестник ЛГУ. — 1979. — № 2.
- Рецензия на книгу И. Б. Стерника «Ленинский опыт использования права в интересах революции» // Правоведение. — 1980. — № 2.
- Раскрытие преступлений прошлых лет: теоретический и практический аспекты // Вестник Академии Следственного комитета РФ. — 2016. — № 1. — С. 21—25.
- Тактические особенности допроса иностранных граждан, потерпевших от преступления // Криминалистическая виктимология. Иркутск, 1980.
- Некоторые тактические особенности расследования уголовных дел с участием иностранных граждан // Вопросы судебной экспертизы и криминологии. — Вильнюс, 1980.
- Рецензия на книгу В. И. Шиканова «Актуальные вопросы уголовного судопроизводства и криминалистики в условиях современного научно-технического прогресса» // Правоведение. — 1980. — № 6.
- Криминалистическая характеристика краж имущества иностранцев // Использование современных достижений науки и техники в деятельности следственных органов и судов по борьбе с преступностью: Тезисы республиканской научной конференции. — Вильнюс, 1981.
- Формы и методы работы комсомола в ВУЗе (на примере Ленинградского университета) // Основы теории и практики общественно-политической работы. — Л., 1981.
- Привилегии и иммунитеты иностранных представителей в советском уголовном процессе // Вестник ЛГУ, 1983, № 11.
- Проблемы военно-патриотического воспитания молодёжи // На службу ратную: Сб. — Л., 1983.
- О совершенствовании норм об иностранцах в советском уголовном процессе // Государственное управление и право. — Л., 1984.
- Международное право и статус представителей иностранных государств а советском уголовном процессе // Международное и внутригосударственное право: проблемы сравнительного правоведения. — Свердловск, 1984.
- Возбуждение уголовного преследования по договорам о правовой помощи между СССР и другими социалистическими странами // Вестник ЛГУ. — 1984. — № 17.
- Международная борьба с преступностью и советский процессуальный закон // Внедрение достижений науки и техники в практику борьбы с преступностью: Тезисы республиканской научной конференции. — Вильнюс, 1986.
- Совершенствование норм об иностранных представителях в советском уголовном процессе // XXII съезд КПСС и актуальные проблемы государства и права в условиях развитого социализма: Тезисы докладов конференции. — Барнаул, 1986.
- Процессуально-криминалистический анализ материалов, связанных с обнаружением и исследованием захоронения неизвестных лиц, обнаруженного в 1991 г. в Екатеринбурге.
- Проблемы международного правового сотрудничества в борьбе с терроризмом // Время и право. — 2005. — № 7.
- Проблемы международного правового сотрудничества в борьбе с терроризмом // Время и право. — 2005. — № 8.
- Мы говорим на языке закона // Закон. — 2009. — № 1.
- Существенные доказательства // Российская газета. — 2008. — 27 авг.
- Тайны следствия // Российская газета. — 2008. — 12 февр.
- 10 тысяч уголовных дел по фактам коррупции возбуждено только в прошлом году // Новая газета. — 2009. — 18 июля.
- Жертвами насилия в России стали 126 тысяч несовершеннолетних // Известия. — 2008. — 18 июня.
- Наш приоритет — борьба с коррупцией // Трибуна. — 2009. — 23 июля.
- Книга свидетельствует о преступлениях // Ориентир. — 2009. — 31 авг.
- Корпоративный шантаж // Российская бизнес-газета. — 2009. — 13 окт.
- На защите прав несовершеннолетних // Законность. — 2009. — № 9.
- Миграция: из света — в тень // Итоги. — 2009. — 6 июля.
- Причины и след // Российская газета. — 2010. — 26 янв.
- Безымянные пальцы // Российская газета. — 2010. — 18 марта.
- Непосредственная жизнь // Российская газета. — 2010. — 7 сент.
- К вопросу о введении в России уголовной ответственности юридических лиц // Время и право. — 2012. — № 3.
- К вопросу о введении в России уголовной ответственности юридических лиц // Прокурорская и следственная практика. — 2013. — № 3 (52).
- Следственный комитет Российской Федерации как гарант конституционных прав граждан России// Конституция Российской Федерации как гарант прав и свобод человека и гражданина при расследовании преступлений: материалы Международной научно-практической конференции (14.11.2013 года). В 3 частях. Часть 1. (практическая значимость). — М.: Институт повышения квалификации Следственного комитета Российской Федерации, 2013. — С. 3—9.
- Совершенствование деятельности следственных подразделений Следственного комитета Российской Федерации на этапе проверки сообщений от безвестном исчезновении малолетних// Вестник Российской правовой Академии. — 2015. — № 2.
- Защита конституционных прав граждан как основополагающая функция Следственного комитета Российской Федерации // Вестник Российской правовой Академии. — 2015. — № 3.
- О возможности введения в УПК РФ института установления объективной истины // Прокурорская и следственная практика. — 2013. — № 2 (11).
- Приватизация в России: проблемы и пути их решений// Уголовный процесс: от прошлого к будущему: материалы Международной научно-практической конференции (21.03.2014). В 2 частях. Часть 1. — М.: Академия СК России. — 2014. — С. 3—6
- Раскрытие преступлений прошлых лет: теоретический и практический аспекты // Вестник Академии Следственного комитета Российской Федерации. — 2016. — № 1.
- Противодействие Следственного комитета Российской Федерации экстремизму на Украине как защита Российского государства и общества // Расследование преступлений: проблемы и пути их решения. — 2016. — № 1. — С. 9—12.
- Угрозы экстремизма и роль Следственного комитета Российской Федерации в обеспечении правовой стабильности // Российский журнал правовых исследований. — 2016. — № 1(6).
- Раскрытие преступлений прошлых лет // Уголовный процесс. — 2016. — № 3 .
- Николай Сергеевич Алексеев (1914—1992) // Lex Russic. — 2016. — апрель.
- Пути борьбы с экстремизмом в России // Вестник Российской правовой Академии. — 2016. — № 2.
- Противодействие идеологии терроризма — важнейшее направление государственной политики по обеспечению национальной безопасности // Вестник национального антитеррористического комитета: Научно-практический журнал. 2006—2016.
- Проблемы реализации норм международного гуманитарного права // Предварительное расследование: Научно-практический журнал Следственного комитета Республики Беларусь. — 2017. — № 1.

### Научно-популярные и литературные произведения
- Владимир Данилович Спасович // Советская юстиция. — 1982. — № 3.
- Кем был Шерлок Холмс? // Костёр. — 1984. — № 5.
- Мода, кумиры и собственное «я» / А. Бастрыкин, Э. Ширяев. — Л.: Лениздат, 1988. — 172, [1] с.
- Международное право в борьбе с терроризмом / А. И. Бастрыкин. — Л.: Ленингр. орг. о-ва «Знание» РСФСР, 1990. — 20,[1] с. — (В помощь лектору. О-во «Знание» РСФСР, Ленингр. орг.). — ISBN 5-7320-0049-6.
- Тени исчезают в Смольном: Убийство Кирова / Александр Бастрыкин, Ольга Громцева; Рос. правовая акад. Сев.-Зап. фил. С.-Петерб. юрид. ин-т. — СПб.: Европейский Дом, 2001. — 375, [1] с. ISBN 5-8015-0116-9
- Знаки руки. Дактилоскопия. Знаки руки / А. И. Бастрыкин. — СПб.: Ореол, 2004. — 360 с.[66] — (В мире криминалистики / Рос. правовая акад. М-ва юстиции Рос. Федерации, Сев.-Зап. фил.). — ISBN 5-9900335-1-6.
  - Рецензии на книгу: Гаврилов Б. Я.. Книга А. И. Бастрыкина «Дактилоскопия. Знаки руки» // Российский следователь. — 2016. — № 17. — С. 7—10; Дашков Г. В. Отзыв на монографию А. И. Бастрыкина «Дактилоскопия. Знаки руки» // Вестник Российской правовой Академии: Научно-практический журнал Всероссийского государственного университета юстиции (РПА МИНЮСТА РОССИИ). — 2016. — № 3. — С. 9—11; Александров И. В. Рецензия-отзыв о книге А. И. Бастрыкина «Дактилоскопия. Знаки руки» // «Криминалист. РФ».
- Действуем по закону. — M.: Известия. — 2010. — 156 с.
- Открытый диалог. — М.: Известия. — 2013. — 296 с.
- Гражданская позиция. — М.: Известия. — 2014. — 328 с.
- Убийство Кирова. Новые версии старого убийства. — М., 2016. — ISBN 978-5-9996979-9-7
- Ещё одна версия (убийство С. М. Кирова) // Мир криминалистики. — 2016. — № 1.
- Пора поставить действенный заслон информационной войне // Коммерсантъ-Власть. — 2016. — 18 апр.
- «Характер — это и есть судьба!». Майя Плисецкая. — М.—СПб., 2015. — ISBN 978-5-905909-67-2.
- «Я хотел бы родиться в двадцатом году…»: Стихи / Александр Бастрыкин. — М., 2016. — 122 с. — ISBN 978-5-905-90981-8.
- Мирей Матье. Поющая девочка из Авиньона / Александр Бастрыкин — М.: ООО «Оригинал-макет», 2017. — 164 с. — ISBN 978-5-394-24266-5.
- История криминалистики. Дактилоскопия. — М.: Проспект, 2017. — 96 с. — ISBN 978-5-392-2458-5.

#### Поэтическое творчество
Предположительно является автором ряда поэтических произведений, посвящённых Навальному и написанных под псевдонимом Станислав Струневский.

### Интервью
- Нам не все равно кого учить // Время и право. — 2001. — № 1.
- Создание единого правового пространства — приоритетная задача // Юрист и бухгалтер. — 2003. — № 13.